# 孙维刚
孙维刚（1938年12月6日—2002年1月20日），男，汉族，山东海阳人，中国中学教师。自1962年起在北京市第二十二中学任数学教师兼班主任。自1980年开始，在二十二中进行从初一年级至高三年级的大循环实验，致力研究数学教学与学生能力培养，用德育促进智育，德、智、体全面发展，全面提高学生素质。实验班共进行了四届，被稱为“神奇教师”。

## 生平
孙维刚是山东省海阳县郭城镇人。中学就读于青岛二中，但因家庭成分问题，只能上北京师专。1962年，孙维刚被分配至北京市第二十二中学。
2001年教师节前夕，宣布被批准加入中国共产党。

### 逝世
2002年1月20日上午9时41分，孙维刚在北京市第六医院逝世，享年63岁。2002年1月24日上午，4000多政府官员、群众、学生来到北京八宝山公墓竹厅，为孙维刚送行。中共中央政治局常委、国务院副总理李岚清送来了挽联，北京市委书记贾庆林、市长刘淇送来了花圈，教育部部长陈至立发来了唁电，并以个人名义送来了花圈。教育部师范司司长马力，全国人大代表尚秀云，北京市人大代表蓝天柱、陶西平，市政协常委陶春辉等赶来参加了追悼会。

## 奖项和荣誉
1986年被评为“北京市特级教师”；1989年被评为北京市首批“有突出贡献的专家”并荣获“北京市劳动模范”称号；1990年获得“首都劳动奖章”，并被评为“北京市模范班主任”；1993年被评为“北京市十大杰出教师”并获“人民教师”称号；1996年荣获“孺子牛金球奖全国中小学十杰教师”称号，同年获得胡楚南北京中小学优秀教学成果奖；1998年荣获“全国十佳师德标兵”称号，同年成为“北京市精神文明奖章”获得者；1999年，获得北京市首届基础教育教学成果的特等奖及全国苏步青数学教育一等奖。同年还获得第四届全国“十佳职业道德标兵”称号和“首都楷模”称号；2000年，荣获“全国劳动模范”称号。

## 教育思想
创建了结构教学法，在教学效果上取得了优异的成绩。实现了孙老师说的，“让不聪明的学生变聪明，让聪明的学生更聪明。”（《全班55％怎样考上北大、清华》P30）的教育信念。

## 社会兼职
中国数学会理事、北京市数学奥林匹克学校校务委员兼教练、东城区奥林匹克学校校长。先后当选为东城区第九届、第十届人大代表；北京市第十届人大代表和第九届全国人大代表。